# Cellula vegetale

Struttura della cellula vegetale

La cellula vegetale è un tipo di cellula eucariotica, con diverse peculiarità che la differenziano dalle cellule animali, fungine e degli altri regni dei viventi:  
- La presenza della parete cellulare costituita da cellulosa (un polimero la cui unità elementare è il glucosio, proteine ed, a seguito di modificazioni, da lignina, suberina... ) e i relativi plasmodesmi, canali nella parete cellulare grazie ai quali le cellule della pianta sono in comunicazione fra loro.
- I plastidi, e specialmente i cloroplasti che, grazie alla clorofilla permettono alle cellule vegetali di produrre monomeri di zucchero e ossigeno a partire dall'anidride carbonica sfruttando l'energia solare, questo processo viene definito fotosintesi clorofilliana.
- La presenza caratterizzante di numerosi vacuoli (non organuli ma cavità endocellulari) che occupano gran parte della cellula e la cui funzione principale è quella di mantenere il turgore cellulare. Sono implicati nel controllo del passaggio di molecole dalla linfa al citosol, nel mantenimento del pH ottimale del citosol, e svolgono funzioni di riserva di varie sostanze
- L'assenza dei centrioli tipici delle cellule animali.

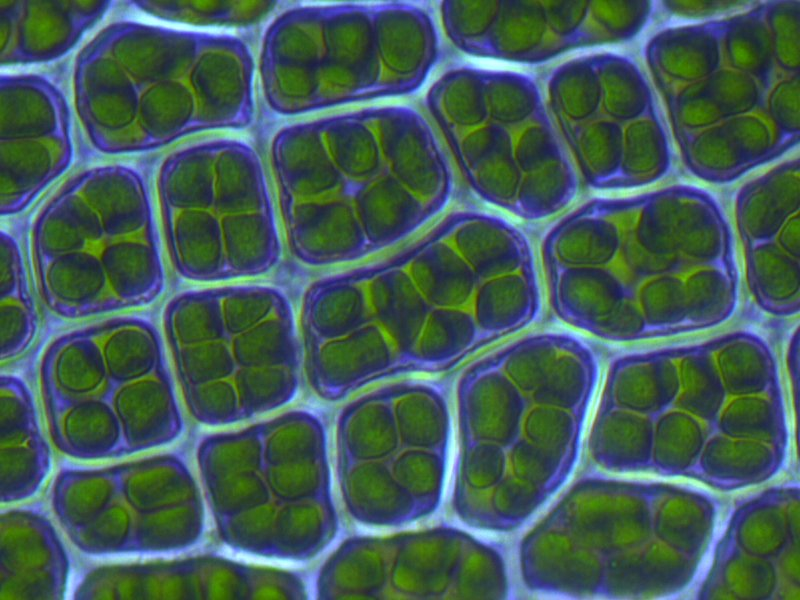
cellule laminari(parenchimatiche)

Cloroplasto

- L'assenza dei lisosomi.
- Perossisomi.

## Organuli cellulari
All'interno di una cellula vegetale sono presenti numerosi organuli (alcuni di questi sono in comune con la cellula animale):
- Nucleo e nucleolo
- Mitocondrio
- Ribosomi (Nella realtà, data l'assenza di una membrana plasmatica a delimitarlo, il Ribosoma non è propriamente un organulo, ma solamente una struttura molecolare di natura proteica)
- Apparato di Golgi
- Membrana plasmatica
- Reticolo endoplasmatico

Altri invece sono tipici della cellula vegetale, e sono:
- Vacuolo: molto importante durante l'accrescimento cellulare, è una sacca avvolta da una membrana, chiamata tonoplasto,che si trova immersa nel Citoplasma cellulare; il suo contenuto è detto ialoplasma ed in esso sono presenti ed accumulate le sostanze di riserva e/o di scarto;
- Parete cellulare: caratteristica della cellula vegetale essa ha il compito di proteggerla, di mantenerne la forma e di impedire l'eccessivo assorbimento d'acqua;

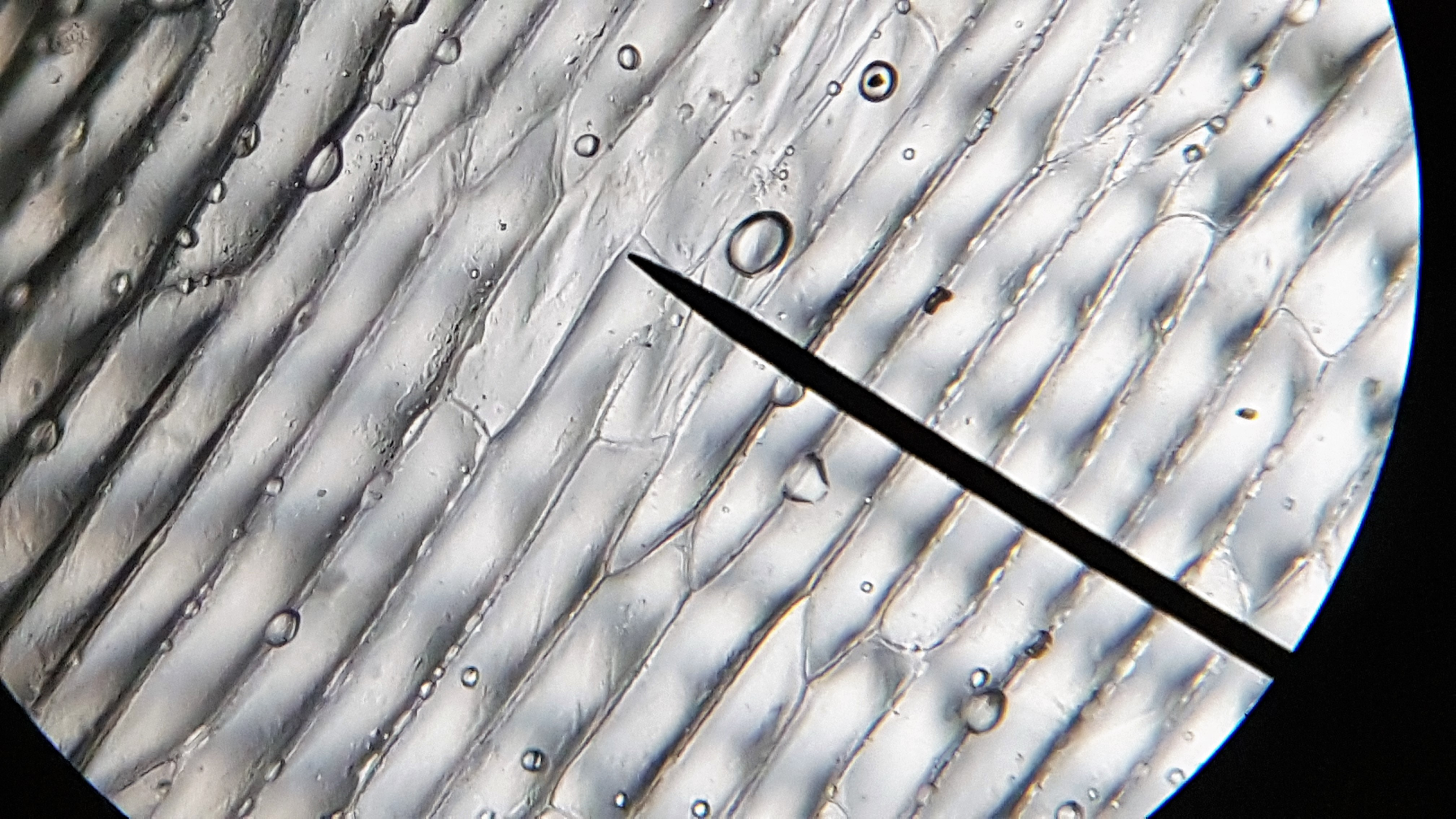
Parete cellulare: epidermide della cipolla

- Cloroplasto: è l'organulo sede della fotosintesi clorofilliana ed è delimitato da due membrane, all'interno di esso si trova un fluido detto stroma, nel quale sono immersi i Tilacoidi, dei sacchetti sovrapposti che nel loro insieme formano il granum (grana, al plurale).

## Tipi di cellule
Qui sono elencate le generalità dei principali tipi di cellule vegetali:
- Cellule parenchimatiche: sono le cellule più abbondanti nel fusto di una pianta in fase di accrescimento; alcuni tessuti vegetali sono formati quasi totalmente da questo tipo di cellule. Le cellule parenchimatiche sono vive a maturità, dotate di parete cellulare generalmente sottile, formata unicamente da parete primaria e lamella mediana. Generalmente hanno forma poliedrica a 14 facce e sono provviste di un grande vacuolo centrale. Da un punto di vista metabolico sono molto attive e possono assumere funzioni di fotosintesi (nelle foglie e nelle parti verdi della pianta), funzioni di riserva (accumulo di lipidi o amido) oppure di conduzione. Alcune cellule parenchimatiche mantengono la capacità di dividersi e possono dare origine a tessuti meristematici per riparare una lesione.
- Cellule collenchimatiche: sono cellule allungate che svolgono prevalentemente una funzione di supporto, ma, nel mentre, svolgono anche funzioni metaboliche come la fotosintesi, sono provviste della sola parete primaria emicellulosa, cellulosa e pectina, mancando la lignina le sue capacità di sostegno meccanico sono molto limitate ma la loro elasticità le rende ottime per sostenere le piante erbacee e gli organi in sviluppo. Sono costituiti da cellule collenchimatiche, ad esempio, i piccioli delle foglie, i germogli non legnosi, gli organi in accrescimento e i fasci del gambo del sedano.
- Cellule sclerenchimatiche: sono le cellule di sostegno propriamente dette, sono provviste, oltre che della parete primaria, di una parete secondaria sottostante alla prima, formata prevalentemente da lignina che rende le suddette cellule estremamente dure, inoltre sono rese impermeabili dalla presenza di cutina e/o suberina, questo provoca inoltre la morte della cellula che non può ricevere abbastanza nutrimento per mantenere un qualsiasi metabolismo, anche di mantenimento. Il tessuto sclerenchimatico oltre alle ovvie funzioni di sostegno ha funzioni di protezione dai predatori e funzioni di conduzione formando lo xilema. Esistono due tipi di cellule sclerenchimatiche: le fibre, organizzate in fasci che forniscono sostregno rigido alle piante legnose; e le sclereidi che formano il guscio delle noci o il rivestimento dei semi. Nella polpa di alcuni frutti come ad esempio nelle pere si trovano gruppi isolati di sclereidi dette cellule petrose che ne conferiscono la caratteristica consistenza granulosa.

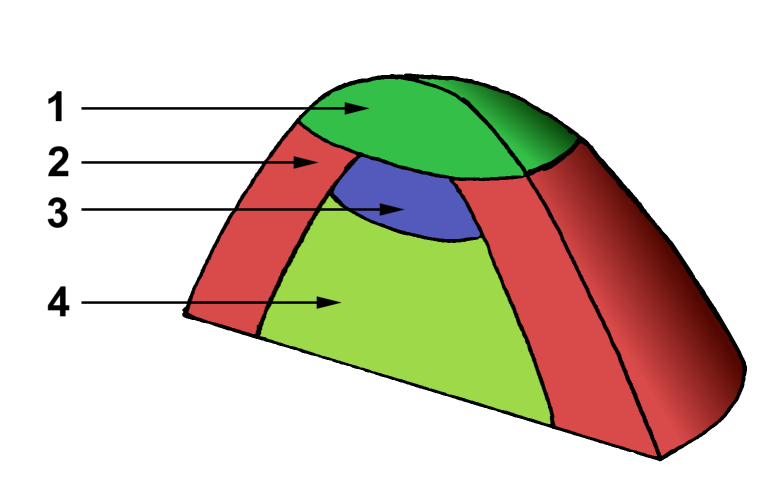
organizzazione in zone di un meristema apicale